# 250조
"250조"는 한국에서 제작된 장일호 감독의 1969년 영화이다. 신영균 등이 주연으로 출연하였고 주동진 등이 제작에 참여하였다.

## 출연

### 주연
- 신영균
- 김창숙
- 주선태
- 안인숙

## 기타
- 조명: 김강일
- 미술: 이봉선